# Code-division multiple access
Code-division multiple access (afgekort CDMA) is een digitale cellulaire technologie voor het verzenden van informatie over draadloze radioverbinding die gebruikmaakt van breedspectrumtechnieken. CDMA wijst geen specifieke frequentie toe aan iedere gebruiker. In plaats van het toegewezen frequentiebereik te verdelen in kanalen, en kanalen in tijdslots, zoals bij GSM en TDMA, gebruikt ieder kanaal het volledig beschikbare spectrum.

## Hoe CDMA werkt

CDMA-codering: De databits van het te verzenden signaal (boven) wordt geXOR-ed met een pseudorandom code (midden) en het resulterende signaal (onder) wordt verzonden

Om veel conversaties via één frequentie over te brengen, verzendt CDMA alle gesprekken in samengevoegde groepen bits. Gelijktijdige transmissies worden hierbij van elkaar gescheiden door gebruik te maken van een codering. Daartoe wordt het digitale signaal (dat bestaat uit nullen en enen) gecombineerd met een pseudowillekeurige code. Zo ontstaat een signaal met een veel hogere frequentie (zie figuur). Een groot aantal signalen kan elk met hun eigen code verstuurd worden over een draadloze verbinding. De ontvanger kent de pseudowillekeurige code van zijn eigen signaal en kan het decoderen door het opnieuw met de code te combineren. Als de codes overeenkomen ontstaat het oorspronkelijke signaal. Anders ontstaat ruis, die kan worden weggefilterd. Op deze manier selecteert de ontvanger het signaal dat voor de gebruiker bestemd is.

## Geschiedenis van CDMA

### De cellulaire uitdaging
De eerste cellulaire netwerken van de wereld ontstonden begin jaren tachtig. Deze netwerken gebruikten analoge radiotransmissietechnologieën, zoals AMPS (Advanced Mobile Phone System). Omdat er grote vraag was naar het gebruik van deze netwerken, waarbij het aantal klanten in korte tijd met vele miljoenen toenam, ontstonden er capaciteitsproblemen. Tussentijds beëindigde gesprekken, of bezetsignalen van het netwerk, kwamen in die tijd veel voor.
Om binnen het netwerk meer dataverkeer mogelijk te maken ontwikkelde de industrie nieuwe, digitale technologieën zoals GSM (Global System for Mobile) op basis van TDMA. GSM werd de standaard in Europa en bijna overal in de wereld, buiten de VS. Net toen TDMA gestandaardiseerd werd, werd een betere oplossing ontwikkeld: CDMA. Dit zou de standaard worden in de VS.

### Commerciële ontwikkeling
CDMA-technologie bij commerciële cellulaire communicatie kon worden ingezet om nog beter gebruik te maken van het radiospectrum. De eerste commerciële CDMA-netwerken werden in 1995 in gebruik genomen. Ze boden tien keer zoveel capaciteit als analoge netwerken. Dit was veel meer dan TDMA of GSM. Deze eerste vorm van CDMA is ook bekend onder de namen CDMA IS-95 en CDMAOne.
Sindsdien is CDMA de snelst groeiende van alle draadloze technologieën, met meer dan 100 miljoen gebruikers wereldwijd. Naast een grotere capaciteit biedt CDMA nog andere voordelen aan gebruikers zoals betere geluidskwaliteit, een grotere bereikbaarheid en een grotere veiligheid.

### Ontwikkeling naar 3G
De tweede generatie van technologieën hadden de eerdere systemen nog maar net verbeterd, toen de industrie begon met onderzoek naar een derde generatie voor verdere verbeteringen. Hoewel op dat moment alleen draadloze spraakcommunicatie mogelijk was, leek de mogelijkheid om draadloos data te verzenden en ontvangen veelbelovend, zeker gezien de toename van het aantal internetgebruikers.
In 1999 ontstond een standaard voor de verdere ontwikkeling van draadloze derde generatie (3G) technologieën.

## CDMA versus W-CDMA
De hoeveelheid dataverkeer neemt exponentieel toe, en belast daarbij steeds meer het mobiele netwerk. De ITU had één wereldwijde technologie in gedachten om deze toename in dataverkeer in goede banen te leiden, onder de naam IMT-2000 (International Mobile Telecommunications). Na schifting bleven er twee voorstellen over:
- CDMA2000, voorgesteld door Qualcomm
- W-CDMA (Wideband CDMA) van Ericsson.

Het grootste probleem tussen beide was de politiek. Europa wilde een systeem dat kon samenwerken met GSM, de standaard in Europa. De VS wilde een systeem dat compatibel was met de standaard in de VS, namelijk CDMA IS-95.
De oplossing kwam er toen Ericsson in 1999 de infrastructuur van Qualcomm opkocht, en men tot overeenstemming kwam over één 3G standaard, UMTS